# IC 747
IC 747 ist eine elliptische Galaxie vom Hubble-Typ E-S0 im Sternbild Jungfrau an der Ekliptik. Sie ist schätzungsweise 248 Millionen Lichtjahre von der Milchstraße entfernt und hat einen Durchmesser von etwa 45.000 Lichtjahren. 

Im selben Himmelsareal befinden sich u. a. die Galaxien NGC 3959 und NGC 3967.
Das Objekt wurde am 13. Mai 1893 vom französischen Astronomen Stéphane Javelle entdeckt.